# Neighborhood 3 (Power Out)
«Neighborhood #3 (Power Out)» es una canción de la banda de indie rock canadiense Arcade Fire. Fue el tercer sencillo del álbum debut de la banda, Funeral.
El sencillo fue lanzado el 22 de mayo de 2005, en el sello discográfico Rough Trade. El sencillo alcanzó el #26 en la lista de UK Singles Chart, y se mantuvo en la tabla por dos semanas. Arcade Fire ganó en los premios Juno Awards del 2006 a la mejor "Compositor del Año" por "Neighborhood #3 (Power Out)", junto con otros dos temas de Funeral y vídeo musical de la canción fue nominada al "Video del Año".

## Antecedentes
La canción fue escrito por el cantante Win Butler y su esposa Régine Chassagne, junto con el exmiembro de Arcade Fire Josh Deu. La letra de la canción se llevan a cabo en Montreal durante la tormenta de hielo de América del Norte de 1998, que dejó a la ciudad en la oscuridad durante más de una semana. Chassagne vivía en Montreal en el momento, y su experiencia, permitió a las dos de la inspiración inicial para escribir la canción.
Las letras son en su mayoría metafórica y ambigua, lo que ha llevado a la especulación en cuanto a cuál es el mensaje que transmiten. Las letras son oscuras ("Kids are dying out in the snow") y tener un tema de desesperanza ("Don't have any dreams / Don't have any plans"). Butler reconoce que los dos utilizan el corte (En español: "como base para iniciar desde, para hablar de otras cosas"), y así hay muchas ideas que se abordan en la canción.
A pesar del ambiente pesimista, Butler ha indicado que hay "dos partes" a la letra, y puede ser interpretado como "edificante", tomando nota de las letras "And the power's out / In the heart of man / Take it from your heart / Put it in your hand." (En español: "Y el poder de salida / En el corazón del hombre / Te lo dice tu corazón / Ponlo en tu mano.") Dijo Butler: "If there's something fucked up in your heart, you're going to put it in your hand as a sword." (En español: "Si hay algo jodido en tu corazón, que te vas a poner en tu mano como una espada.")
Las letras se refieren también a la idea de Butler que es imposible de ocultar por completo uno de los secretos. "A lot of people have [the idea] that there are aspects of your life that are hidden or secret … But I think that people are pretty much open book." (En español: "Mucha gente tiene [la idea] de que hay aspectos de su vida que están ocultos o secretos ... Pero creo que la gente está más o menos abiertos libro.") El añade que la canción puede ser interpretada políticamente, como figuras políticas actuales han sido acusados de actuar con motivos ocultos.

## Video musical
Un equipo de animación 3D del video musical fue producido por «Neighborhood #3 (Power Out)», de placas de animación, que también produjo el video animado de «So Says I» de The Shins. El video muestra a varios jóvenes que llevaban chaquetas con capucha de corte de las líneas de alimentación a una nevada de 1920 la ciudad steampunk, mientras que varios ancianos persiguen.

## Lista de canciones

### Sencillo en CD (Reino Unido)
1. «Neighborhood #3 (Power Out)» (versión del álbum)
2. «Neighborhood #3 (Power Out)» (August Session)[10]

### Vinilo transparente de 7″ (Reino Unido)
1. «Neighborhood #3 (Power Out)» (versión del álbum)
2. «Neighborhood #3 (Power Out)» (August Session)[11]

### Negro de 7″ (Reino Unido)
1. «Neighborhood #3 (Power Out)» (en vivo desde Great American Music Hall en San Francisco)
2. «This Must Be the Place (Naive Melody) (con David Byrne, en vivo desde Irving Plaza en Nueva York)[12]